# Séries de divisions de la Ligue américaine de baseball 2013

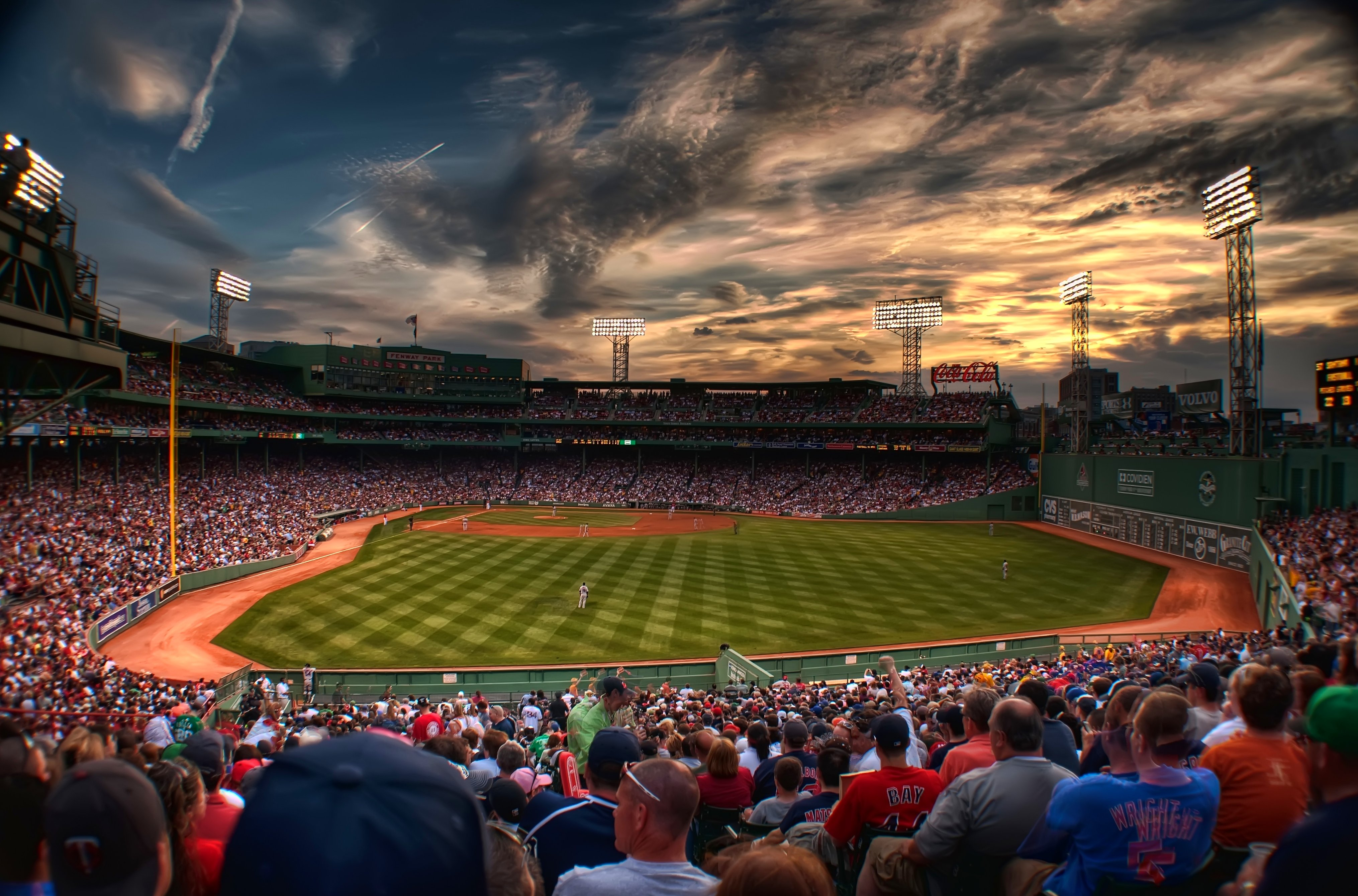
Les Séries de division de la Ligue américaine débutent le 4 octobre au Fenway Park de Boston.

Les Séries de divisions de la Ligue américaine de baseball 2013 sont deux séries éliminatoires dans les Ligues majeures de baseball. Elles débutent le 4 octobre 2013 et se terminent le 10 octobre suivant.
Les Séries de divisions mettent aux prises les champions des trois divisions (Est, Centrale et Ouest) de la Ligue américaine, ainsi qu'un des deux clubs qualifiés comme meilleurs deuxièmes.
Ces séries éliminatoires impliquant 4 équipes sont jouées au meilleur de 5 parties et permettent aux Red Sox de Boston et aux Tigers de Détroit de se qualifier pour la Série de championnat 2013 de la Ligue américaine de baseball, un affrontement qui précède la Série mondiale 2013, en éliminant respectivement les Rays de Tampa Bay et les Athletics d'Oakland.

## Avantage du terrain
En 2013, l'avantage du terrain pour chaque Série de division est accordé au club ayant conservé la meilleure fiche victoires-défaites en saison régulière. Ce club dispute les deux premiers matchs sur son terrain ainsi que la 5e et ultime partie si elle s'avère nécessaire. En revanche, le club avec la moins bonne fiche victoires-défaites est l'hôte des 3e et 4e affrontements.
Les Séries de division reviennent donc à la situation qui prévalait de 1998 à 2011. En 2012, ce format « 2-2-1 » était exceptionnellement passé, pour un an, à un format « 2-3 » : l'équipe avec la meilleure fiche en saison régulière amorçait donc la série sur la route.

## Red Sox de Boston vs Rays de Tampa Bay
Après avoir connu en 2012 leur pire saison depuis 1965, les Red Sox de Boston se hissent au sommet de la Ligue américaine et de sa division Est en 2013 avec une campagne de 97 victoires contre 65 défaites. C'est la meilleure fiche du baseball majeur, à égalité avec les Cardinals de Saint-Louis de la Ligue nationale. Les Sox remportent le championnat de section par 6 matchs sur les Rays de Tampa Bay et, avec 28 gains de plus que l'année précédente, améliorent leur fiche par la plus importante marge depuis les 33 victoires supplémentaires enregistrées de 1945 à 1946, où ils étaient passés d'une année de 71 victoires à une de 104. Passant de la dernière à la première place de la division Est, les Red Sox réalisent leur meilleure saison depuis 2004, gagnent un premier titre de section depuis 2007 et obtiennent une première qualification en séries éliminatoires depuis 2009.
Les Rays de Tampa Bay remportent 91 victoires dans les 162 matchs programmés à la saison régulière mais leur fiche de 91-71 est identique à celle des Rangers du Texas. Ces deux clubs doivent donc disputer le 30 septembre un match de bris d'égalité qui a pour enjeu la dernière place de meilleur deuxième donnant accès aux éliminatoires. Au domicile des Rangers le 2 octobre, les Rays remportent cet affrontement, 5 à 2. Une fiche de 92 victoires et 71 défaites en 163 matchs de saison régulière classe Tampa Bay second dans la division Est de la Ligue américaine, à 5 parties et demi des Red Sox. Les Rays jouent en éliminatoires pour la première fois depuis 2011 et la 4e fois en 6 ans. Après avoir évité l'élimination lors d'un match joué à Toronto et remporté le bris d'égalité au Texas, une autre victoire sur la route propulse les Rays en Série de divisions. Ils gagnent en effet le match de meilleur deuxième de la Ligue américaine, 4-0 à Cleveland.
Boston et Tampa Bay se retrouvent en éliminatoires pour la seconde fois, et la première en Série de divisions. Le premier affrontement avait eu lieu en Série de championnat 2008 de la Ligue américaine, où les Rays avaient triomphé en 7 parties. Durant la saison régulière 2013, Boston a largement eu le meilleur dans les affrontements programmés entre ces deux clubs, gagnant 12 fois en 19 matchs.

### Calendrier des rencontres
| Match | Date      | Visiteur          | Hôte              | Score  |
| ----- | --------- | ----------------- | ----------------- | ------ |
| 1     | 4 octobre | Rays de Tampa Bay | Red Sox de Boston | 2 - 12 |
| 2     | 5 octobre | Rays de Tampa Bay | Red Sox de Boston | 4 - 7  |
| 3     | 7 octobre | Red Sox de Boston | Rays de Tampa Bay | 4 - 5  |
| 4     | 8 octobre | Red Sox de Boston | Rays de Tampa Bay | 3 - 1  |

### Match 1
Vendredi 4 octobre 2013 au Fenway Park, Boston, Massachusetts.
| Rays de Tampa Bay | 0 | 1 | 0 | 1 | 0 | 0 | 0 | 0 | 0 | 2  | 4  | 0 |
| Red Sox de Boston | 0 | 0 | 0 | 5 | 3 | 0 | 0 | 4 | X | 12 | 14 | 0 |
| Lanceurs partants : TB : Matt Moore BOS : Jon Lester Vic. : Jon Lester (1-0) Déf. : Matt Moore (0-1) HRs : TB : Sean Rodriguez (1), Ben Zobrist (1) |   |   |   |   |   |   |   |   |   |    |    |   |

Les Rays se donnent une avance de 2-0 tôt dans le match sur des circuits de Sean Rodriguez et Ben Zobrist, ce qui représente deux des trois coups sûrs accordés en 7 manches et deux tiers par le lanceur partant des Red Sox, Jon Lester. Boston réplique avec 5 points en 4e manche, lancé par une décision douteuse du jeune voltigeur de droite des Rays, Wil Myers. Ce dernier juge mal une balle cognée par David Ortiz, qui tombe en lieu sûr et rebondit derrière la clôture pour un double automatique. Plusieurs frappeurs plus tard, des simples de Stephen Drew et Shane Victorino et une paire de doubles réussis par Jonny Gomes et Will Middlebrooks ont porté les Sox en avant, 5-2. Trois autres points sont inscrits par Boston à la manche suivante, forçant les Rays à retirer leur lanceur Matt Moore, victime de 8 points en 4 manches et un tiers. L'offensive bostonnaise génère 12 points et 14 coups sûrs, contre seulement 4 coups sûrs au total pour Tampa Bay. Shane Victorino connaît une journée de 3 coups sûrs et Jarrod Saltalamacchia récolte 3 points produits dans cette victoire sans équivoque des Red Sox, 12 à 2.

### Match 2
Samedi 5 octobre 2013 au Fenway Park, Boston, Massachusetts.
| Rays de Tampa Bay | 0 | 1 | 0 | 0 | 2 | 1 | 0 | 0 | 0 | 4 | 8  | 2 |
| Red Sox de Boston | 2 | 0 | 2 | 1 | 1 | 0 | 0 | 1 | X | 7 | 11 | 0 |
| Lanceurs partants : TB : David Price BOS : John Lackey Vic. : John Lackey (1-0) Déf. : David Price (0-1) Sauv. : Koji Uehara (1) HRs: BOS : David Ortiz (1, 2) |   |   |   |   |   |   |   |   |   |   |    |   |

Au monticule pour Tampa Bay, David Price accorde à la dangereuse offensive des Red Sox 7 points mérités sur 9 coups sûrs en 7 manches de travail. Price, qui n'a accordé que deux coups de circuit à des frappeurs gauchers durant toute la saison 2013, en accorde deux dans le même match au gaucher David Ortiz, qui frappe en première manche, puis à la huitième pour chasser le partant des Rays du match. Pour Boston, Dustin Pedroia récolte 3 points produits et Jacoby Ellsbury, qui réussit 3 coups sûrs, marque à trois reprises. Les Rays, notamment avec le double de deux points de James Loney en 5e manche, tentent de combler l'écart mais en sont incapables. Ils s'inclinent 7-4 et se retrouvent à une défaite de l'élimination.

### Match 3
Lundi 7 octobre 2013 au Tropicana Field, St. Petersburg, Floride.
| Red Sox de Boston | 1 | 0 | 0 | 0 | 2 | 0 | 0 | 0 | 1 | 4 | 7  | 0 |
| Rays de Tampa Bay | 0 | 0 | 0 | 0 | 3 | 0 | 0 | 1 | 1 | 5 | 11 | 1 |
| Lanceurs partants : BOS : Clay Buchholz TB : Alex Cobb Vic. : Fernando Rodney (1-0) Déf. : Koji Uehara (0-1) HRs: TB : Evan Longoria (1), José Lobatón (1) |   |   |   |   |   |   |   |   |   |   |    |   |

Evan Longoria efface l'avance de 3-0 des Red Sox et crée l'égalité avec un coup de circuit de trois points aux dépens du lanceur Clay Buchholz en fin de 5e manche. Un simple de Yunel Escobar en fin de 8e place les Rays en avant pour la première fois du match, 4-3. Le stoppeur de Tampa Bay, Fernando Rodney, est amené au monticule en début de 9e pour protéger la victoire mais il échoue. Will Middlebrooks amorce la manche en soutirant un but-sur-balles puis est remplacé par le coureur suppléant Xander Bogaerts. Ce dernier avance au deuxième but sur le simple de Jacoby Ellsbury, au troisième sur un amorti de Shane Victorino et marque lorsque Dustin Pedroia est retiré sur un roulant vers l'arrêt-court. L'égalité est maintenant de 3-3 et Boston envoie son meilleur releveur, Koji Uehara, pour lancer la fin de la 9e. Après deux retraits, le receveur substitut des Rays, José Lobatón, envoie un tir de Uehara dans les estrades pour un circuit en solo qui met fin au match et permet à l'équipe locale d'éviter l'élimination avec une victoire de 5-4.

### Match 4
Mardi 8 octobre 2013 au Tropicana Field, St. Petersburg, Floride.
| Red Sox de Boston | 0 | 0 | 0 | 0 | 0 | 0 | 2 | 0 | 1 | 3 | 6 | 0 |
| Rays de Tampa Bay | 0 | 0 | 0 | 0 | 0 | 1 | 0 | 0 | 0 | 1 | 6 | 0 |
| Lanceurs partants : BOS : Jake Peavy TB : Jeremy Hellickson Vic. : Craig Breslow (1-0) Déf. : Jake McGee (0-1) Sauv. : Koji Uehara (2) |   |   |   |   |   |   |   |   |   |   |   |   |

Avec une victoire de 3-1 sur le terrain de leurs adversaires, les Red Sox remportent une série éliminatoire et accèdent à la Série de championnat pour la première fois depuis 2008. En revanche, les Rays perdent une 4e série de suite en octobre depuis leur victoire sur Boston en Série de championnat 2008. Le gérant des Rays, Joe Maddon, confie la balle à Jeremy Hellickson, un lanceur partant ayant connu une mauvaise saison. Maddon se montre peu patient et retire Hellickson de la partie après seulement une manche lancée, après que celui-ci a alloué deux buts-sur-balles sur 8 lancers pour amorcer la 2e manche. Le club de Tampa Bay égale d'ailleurs un record des séries éliminatoires, et établit par le fait même un record de franchise, en utilisant 9 lanceurs différents dans un match de 9 manches. Les 4 premiers lanceurs des Rays n'accordent pas de point, et Tampa prend même les devants sur un coup sûr de David DeJesus à la 6e reprise. Mais la stratégie de Maddon d'utiliser une succession de releveurs atteint sa limite en début de 7e manche. Le lanceur Jake McGee laisse 2 coureurs atteindre les sentiers, via un but-sur-balles à Xander Bogaerts et un coup sûr de Jacoby Ellsbury. Joel Peralta remplace McGee et, avec Shane Victorino au bâton, Ellsbury file du premier au deuxième coussin pour son 4e but volé de la série. Peralta commet un mauvais lancer qui permet à Bogaerts de compter du troisième. Ellsbury est maintenant en position de marquer au troisième et Victorino le pousse au marbre avec un simple qui place Boston en avant, 2-1. Le début de la 9e manche se déroule plus ou moins de la même façon : Bogaerts et Ellsbury soutirent des buts-sur-balles. Puis les buts se remplissent lorsque Victorino est atteint par un lancer. Bogaerts marque sur un ballon sacrifice de Dustin Pedroia. En fin de 9e, Koji Uehara retire 3 joueurs des Rays pour protéger l'avance de 3-1 des Sox et enregistrer le sauvetage.

## Athletics d'Oakland vs Tigers de Détroit
Pour la première fois depuis 2002-2003, les Athletics d'Oakland alignent deux championnats consécutifs de la division Ouest de la Ligue américaine. Avec deux victoires de plus qu'en 2012, les A's gagnent 96 matchs contre 66 défaites, laissant derrière eux les Rangers du Texas. Ils s'assurent d'une seconde participation consécutive aux éliminatoires avec leur meilleure performance en saison depuis l'année 2003.
Les Tigers de Détroit savourent leur troisième titre de la division Centrale en trois ans. Ils enregistrent 5 victoires de plus qu'en 2012 et terminent le calendrier régulier avec une fiche victoires-défaites de 93-69, un gain de plus que leurs plus proches poursuivants, les Indians de Cleveland. C'est la première fois que les Tigers remportent trois titres de section consécutifs et jouent trois automnes de suite en éliminatoires depuis les années 1907 à 1909. Ils amorcent ces éliminatoires en tant que champions en titre de la Ligue américaine, ayant perdu la Série mondiale 2012 devant San Francisco. Le meilleur joueur des Tigers et champion frappeur de la Ligue américaine, Miguel Cabrera, est dans l'effectif de son équipe malgré des blessures qui l'ont forcé à rater quelques matchs au cours d'un mois de septembre difficile.
Oakland et Détroit croisent le fer en matchs d'après-saison pour la troisième fois, et la seconde fois en deux ans dans les Séries de divisions. Les Athletics avaient remporté trois victoires à deux la Série de championnat 1972 de la Ligue américaine et 40 ans plus tard les Tigers avaient eu le meilleur trois victoires à deux sur Oakland dans la Série de divisions 2012. En saison régulière 2013, les deux équipes se sont affrontés 7 fois, Oakland ayant le meilleur avec 4 succès.

### Calendrier des rencontres
| Match | Date       | Visiteur            | Hôte                | Score |
| ----- | ---------- | ------------------- | ------------------- | ----- |
| 1     | 4 octobre  | Tigers de Détroit   | Athletics d'Oakland | 3 - 2 |
| 2     | 5 octobre  | Tigers de Détroit   | Athletics d'Oakland | 0 - 1 |
| 3     | 7 octobre  | Athletics d'Oakland | Tigers de Détroit   | 6 - 3 |
| 4     | 8 octobre  | Athletics d'Oakland | Tigers de Détroit   | 6 - 8 |
| 5     | 10 octobre | Tigers de Détroit   | Athletics d'Oakland | 3 - 0 |

### Match 1
Vendredi 4 octobre 2013 au O.co Coliseum, Oakland, Californie.
| Tigers de Détroit | 3 | 0 | 0 | 0 | 0 | 0 | 0 | 0 | 0 | 3 | 10 | 0 |
| Athletics d'Oakland | 0 | 0 | 0 | 0 | 0 | 0 | 2 | 0 | 0 | 2 | 3  | 1 |
| Lanceurs partants : DET : Max Scherzer OAK : Bartolo Colón Vic. : Max Scherzer (1-0) Déf. : Bartolo Colón (0-1) Sauv. : Joaquín Benoit (1) HRs: OAK : Yoenis Céspedes (1) |   |   |   |   |   |   |   |   |   |   |    |   |

Les Tigers inscrivent dès la manche initiale tous les points dont ils ont besoin pour l'emporter. Contre le lanceur partant Bartolo Colón, le premier frappeur du match Austin Jackson réussit un double. Colón, qui n'avait atteint aucun frappeur adverse depuis 2012, atteint Torii Hunter d'un lancer. Jackson croise le marbre sur le coup sûr de Miguel Cabrera, Hunter le suit lorsque Prince Fielder frappe dans un double jeu. Un double de Víctor Martínez plus tard, Alex Avila fait 3-0 en passant un simple sous les gants de Daric Barton et Eric Sogard du côté droit de l'avant-champ. Au monticule, les lanceurs des Tigers sont intraitables : ils limitent Oakland à seulement 3 coups sûrs et enregistrent 16 retraits sur des prises. Le partant Max Scherzer en compte 11 à lui seul, Drew Smyly en ajoute 2, et Joaquín Benoit, qui réalise le sauvetage, effectue les 4 derniers retraits, dont 3 sur des prises. Pour Oakland, Yoenis Céspedes rend les choses intéressantes avec un circuit de deux points contre Scherzer à la 7e manche, mais les A's ne parviennent pas à égaler le score et perdent le premier duel, 3-2. Le match est joué devant 48 401 spectateurs, la plus imposante foule au stade d'Oakland depuis le 27 juin 2004.

### Match 2
Samedi 5 octobre 2013 au O.co Coliseum, Oakland, Californie.
| Tigers de Détroit                                                                                                  | 0 | 0 | 0 | 0 | 0 | 0 | 0 | 0 | 0 | 0 | 4 | 0 |
| Athletics d'Oakland                                                                                                | 0 | 0 | 0 | 0 | 0 | 0 | 0 | 0 | 1 | 1 | 8 | 0 |
| Lanceurs partants : DET : Justin Verlander OAK : Sonny Gray Vic. : Grant Balfour (1-0) Déf. : Al Albuquerque (0-1) |   |   |   |   |   |   |   |   |   |   |   |   |

Le match donne lieu à un épique duel de lanceurs, entre les partants Justin Verlander des Tigers et Sonny Gray des Athletics. Le premier n'accorde que 4 coups sûrs et réussit 11 retraits sur des prises en 7 manches, alors que Gray, un joueur de 23 ans qui fait ses débuts en éliminatoires, accorde lui aussi 4 coups sûrs et retire 9 adversaires sur des prises en 8 manches lancées. En 2e et 5e manches, Détroit place chaque fois deux coureurs sur les sentiers, mais Gray s'en tire chaque fois, notamment à la deuxième occasion lorsque le retrait sur des prises dont Austin Jackson est victime se transforme en double jeu quand le receveur d'Oakland Stephen Vogt retire José Iglesias en tentative de vol du deuxième but. À mesure que le match avance et que l'égalité de 0-0 persiste, les A's obtiennent leurs meilleures occasions de compter : en fin de 5e, les deux premiers frappeurs atteignent les buts, mais Josh Reddick bousille sa tentative d'amorti puis Verlander retire sur 3 prises Vogt et Eric Sogard. En 7e, Brandon Moss et Reddick sont en position de marquer mais Vogt, une fois de plus, est retiré sur trois prises par Verlander. En 8e manche, enfin, Oakland place encore deux coureurs sur les buts, mais le releveur Al Albuquerque retire sur des prises Josh Donaldson et Moss pour étouffer la menace. En fin de 9e manche, Albuquerque est de retour au monticule. Il accorde des simples consécutifs à Yoenis Céspedes et Seth Smith. On lui ordonne d'allouer un but-sur-balles intentionnel à Reddick pour remplir les buts avant d'être remplacé par le lanceur Rick Porcello pour affronter Stephen Vogt. La recrue de 28 ans fait marquer Céspedes d'un coup sûr et donne aux Athletics une victoire de 1-0. La série est maintenant égale 1-1. Malgré le fait que leurs lanceurs aient réussi 29 retraits sur des prises aux dépens des Athletics en deux matchs, les Tigers éprouvent des difficultés à l'attaque et ont été blanchis par les artilleurs d'Oakland dans les 17 dernières manches de jeu.
Ce match dure 3 heures et 23 minutes, ce qui en fait la partie de 1-0 la plus longue de l'histoire des éliminatoires jusqu'à ce qu'un autre match de 1-0 dure 3 heures et 56 minutes le 12 octobre suivant en Série de championnat 2013 de la Ligue américaine.

### Match 3
Lundi 7 octobre 2013 au Comerica Park, Détroit, Michigan.
| Athletics d'Oakland | 0 | 0 | 1 | 2 | 3 | 0 | 0 | 0 | 0 | 6 | 10 | 0 |
| Tigers de Détroit | 0 | 0 | 0 | 3 | 0 | 0 | 0 | 0 | 0 | 3 | 7  | 1 |
| Lanceurs partants : OAK : Jarrod Parker DET : Aníbal Sánchez Vic. : Jarrod Parker (1-0) Déf. : Aníbal Sánchez (0-1) Sauv. : Grant Balfour (1) HRs : OAK : Josh Reddick (1), Brandon Moss (1), Seth Smith (1) |   |   |   |   |   |   |   |   |   |   |    |   |

Contre Aníbal Sánchez, le lanceur détenant la meilleure moyenne de points mérités de la saison dans la Ligue américaine, les Athletics frappent 3 circuits, ceux de Josh Reddick et Brandon Moss, en solo, et une claque de 2 points de Seth Smith qui chasse le partant des Tigers du match après un retrait en 5e manche. Une altercation survient en 9e manche lorsque le frappeur des Tigers Víctor Martínez en vient presque aux coups avec le stoppeur des A's, Grant Balfour, et que les deux bancs se vident.

### Match 4
Mardi 8 octobre 2013 au Comerica Park, Détroit, Michigan.
| Athletics d'Oakland | 1 | 0 | 0 | 0 | 2 | 0 | 1 | 0 | 2 | 6 | 12 | 0 |
| Tigers de Détroit | 0 | 0 | 0 | 0 | 3 | 0 | 2 | 3 | X | 8 | 9  | 0 |
| Lanceurs partants : OAK : Dan Straily DET : Doug Fister Vic. : Max Scherzer (2-0) Déf. : Sean Doolittle (0-1) HRs : OAK : Jed Lowrie (1) DET : Jhonny Peralta (1), Víctor Martínez (1) |   |   |   |   |   |   |   |   |   |   |    |   |

Oakland prend une avance de 3-0 grâce à Jed Lowrie, auteur d'un simple productif en 1re manche et d'un circuit de 2 points en 5e. Détroit crée l'égalité sur un circuit de 3 points de Jhonny Peralta en fin de 5e. En fin de 7e, les A's ont repris les devants, 4-3, mais Víctor Martínez égale le score en frappant un circuit controversé au champ droit. Les Athletics demandent aux arbitres de réviser leur décision puisqu'ils jugent que des spectateurs ont commis de l'interférence ayant empêché leurs voltigeurs de réaliser l'attrapé, mais après avoir visionné la séquence vidéo, les officiels jugent que le circuit était bon. Détroit ajoute un point dans la même manche sur un simple d'Austin Jackson qui fait 5-4. Jackson avait à ce moment été retiré 10 fois sur des prises par les lanceurs des A's depuis le match #1 et terminera cette série avec 13 retraits au bâton.
Pendant ce temps, le gérant des Tigers, Jim Leyland, utilise son lanceur partant étoile Max Scherzer en relève. Après avoir alloué un point en début de 7e, Scherzer accorde un but-sur-balles à Brandon Moss et un double à Yoenis Céspedes. Un but-sur-balles intentionnel est accordé à Seth Smith pour remplir les buts. Avec aucun retrait, Leyland fait confiance à Scherzer, qui retire Josh Reddick et Stephen Vogt sur des prises avant de forcer Alberto Callaspo à frapper un balle dans les mains d'Austin Jackson pour mettre fin à la menace. Toujours en contrôle 5-4, les Tigers marquent 3 fois en fin de 8e manche sur un mauvais lancer de Brett Anderson et un double de deux points d'Omar Infante. Oakland rend les choses intéressantes à leur dernier tour au bâton lorsqu'un simple de Céspedes après deux retraits réduit l'écart à 8-6, mais Seth Smith est retiré sur trois prises par Joaquín Benoit pour mettre un terme à la partie.

### Match 5
Jeudi 10 octobre 2013 au O.co Coliseum, Oakland, Californie.
| Tigers de Détroit | 0 | 0 | 0 | 2 | 0 | 1 | 0 | 0 | 0 | 3 | 8 | 0 |
| Athletics d'Oakland | 0 | 0 | 0 | 0 | 0 | 0 | 0 | 0 | 0 | 0 | 3 | 0 |
| Lanceurs partants : DET : Justin Verlander OAK : Sonny Gray Vic. : Justin Verlander (1-0) Déf. : Sonny Gray (0-1) Sauv. : Joaquín Benoit (2) HRs : DET : Miguel Cabrera (1) |   |   |   |   |   |   |   |   |   |   |   |   |

Comme il l'avait fait un an moins un jour plus tôt à Oakland, Justin Verlander se dresse devant les Athletics et permet aux Tigers de remporter un 5e et ultime match pour éliminer leurs adversaires et accéder à la Série de championnat. Verlander perd un match parfait en accordant un but-sur-balles à Josh Reddick après un retrait en 6e manche et son match sans point ni coup sûr est brisé par un simple du même Reddick après deux retraits en 8e. L'as des Tigers termine sa soirée avec deux coups sûrs et un but-sur-balles alloués en 8 manches, au cours desquelles il retire 10 frappeurs adverses sur des prises. Sonny Gray, adversaire de Verlander dans la 2e rencontre de la série, fait bien au monticule pour Oakland, mais il est victime du circuit de deux points de Miguel Cabrera en 4e manche. Après deux retraits en fin de 9e, Jed Lowrie cogne un double pour Oakland et Yoenis Céspedes est atteint par un lancer, mais le stoppeur Joaquín Benoit élimine Seth Smith sur un ballon au champ droit pour protéger la victoire de 3-0 et mettre fin à la série.
Justin Verlander établit un record en blanchissant un même adversaire (Oakland) dans 30 manches éliminatoires consécutives, ce qui abat la marque de 28 établie par Christy Mathewson des Giants de New York contre les Athletics de Philadelphie en 1905 et 1911,.